# 泰克斯·理查德

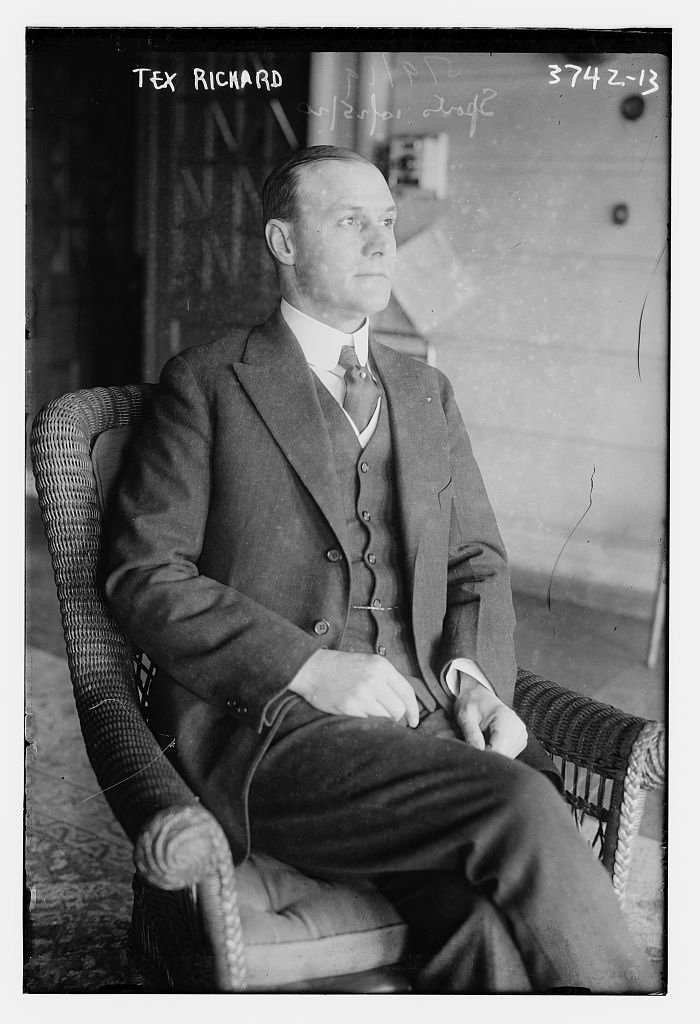
1916年的泰克斯·理查德

乔治·路易斯·“泰克斯”·理查德（George Lewis "Tex" Rickard，1870年1月2日—1929年1月6日）是一名美国拳击的推广人，国家冰球联盟球队纽约游骑兵队的创始人和纽约市第三座麦迪逊广场花园的建造者。 在20世纪20年代，泰克斯·理查德是职业推广人中的佼佼者，被与菲尼尔斯·泰勒·巴纳姆和唐金相提并论。体育记者弗兰克·德福（Frank DeFord）特曾描述理查德为“第一个认识到全明星潜力的人”。

## 早年生涯
理查德出生在密苏里州的堪萨斯城。在他4岁时，父母将家搬到了德克萨斯州的谢尔曼市，他的童年时光是在那里度过的。
23岁时，他被选为了德州汉丽埃塔市的警察长。 他的妻子是利昂娜·彼缇克（Leona Bittick）并在那个时候得到了“泰克斯”的外号。
由于被淘金热吸引，理查德在1895年11月到达了阿拉斯加。 因此，他在那里听说了1897年的克朗代克淘金热。和阿拉斯加环形城（Circle City）的其他居民一样，他也匆匆赶到了克朗代克。在克朗代克，他遇到了自己的合作伙伴哈里·阿什（Harry Ash），并开始投资。  他们最终将投资变现了60000美元。 随后，两人开办了北方沙龙。但是，赌博输掉了理查德的全部家当。 在以赌局荷官和酒吧酒保谋生期间，他和威尔逊·米兹纳（Wilson Mizner）开始推广拳击比赛。 1899年，In 1899, 理查德（和很多其他人一起）参加了在阿拉斯加诺姆市的淘金活动。 在诺姆的时候，他遇到了拳击迷怀亚特·厄普（Wyatt Earp）。厄普曾组织过几场拳击比赛，其中包括了1896年12月2日那场臭名昭著的鲍勃·菲茨西蒙斯（Bob Fitzsimmons）和汤姆·夏基（Tom Sharkey）的比赛。尽管在1901年的时候两人在诺姆相互争夺过沙龙的所有权，理查德和菲茨西蒙斯的友谊持续了一辈子。在理查德生命的最后几周，厄普知道他生病以后给他发了电报。厄普和理查德两人在一个月内相继去世。
1906年的时候，理查德在内华达州戈尔德菲尔德市经营一家沙龙。在那里，他又推广了另一项职业拳击运动。理查德在20世纪10年代的初期曾短暂的离开过拳击运动和美国。那个时候杰克·约翰逊（Jake Johnson）在重量级比赛中处于统治地位。可是在约翰逊被定罪违反了曼恩法案（Mann Act）并逃跑以后，理查德觉得在美国推广拳击已经无利可图，所以他决定前往南美。1915年在杰斯·威拉德（Jess Willard）将约翰逊从冠军宝座拉下后，理查德又回到了美国。 

## 理查德和20世纪20年代的拳击运动
1920年，理查德取得了直播麦迪逊广场花园比赛的直播权。到1924年，理查德开始筹集资金，计划建造一座新的体育馆。新的麦迪逊广场花园于1925年完工。
20世纪20年代，最好的拳击推广人都很善于吸引新的观众和激起媒体和公众的兴趣。被一些人认为是最好的三角关系（拳击手-经理人-推广人）是杰克·邓普西（Jack Dempsey，重量级拳王，1919-1926）、他的经纪人杰克·卡恩斯（Jack Kearns）和推广人理查德。他们三人一起在1921年至1927年之间，仅仅通过5场比赛就赚取了840万美元，开创了20世纪20年代职业拳击的“黄金时代”。他们还负责了第一场拳王金腰带比赛的广播直播和第一场百万美元比赛：1921年的邓普西对阵乔治斯·卡朋蒂尔（Georges Carpentier）。
理查德一个重要的生意伙伴是一个音乐会和拳击推广人杰斯·麦克马洪（Jess McMahon）。麦克马洪是现任世界摔跤娱乐推广人文森特·麦克马洪的祖父。然而，由于理查德不喜欢职业摔角，他没有参与麦克马洪的摔跤推广活动。
约翰·L·“艾克”·多根（John L. "Ike" Dorgan）曾是理查德的媒体代理。后来他成为了麦迪逊广场花园的宣传经理。

## 理查德和冰球
1926年，理查德被授予了国家冰球联盟球队纽约美国人队（现已解散）的冠名权。这只球队被立刻戏称为“泰克斯”游骑兵队和“斯塔克（stuck）”。游骑兵队一开始就非常成功，第一个赛就就获得了分区冠军，第二年获得了斯坦利杯。 

## 其他成就
1928年，理查德建造了波士顿麦迪逊广场花园（最终被称为波士顿花园）——原计划6座新的麦迪逊广场花园系列中的第一座。由于波士顿花园的花费、理查德的死亡和1929年证券市场的崩溃使得这个计划没有继续下去。理查德还创建了南美土地和牲畜公司和理查德德州石油公司。

## 去世

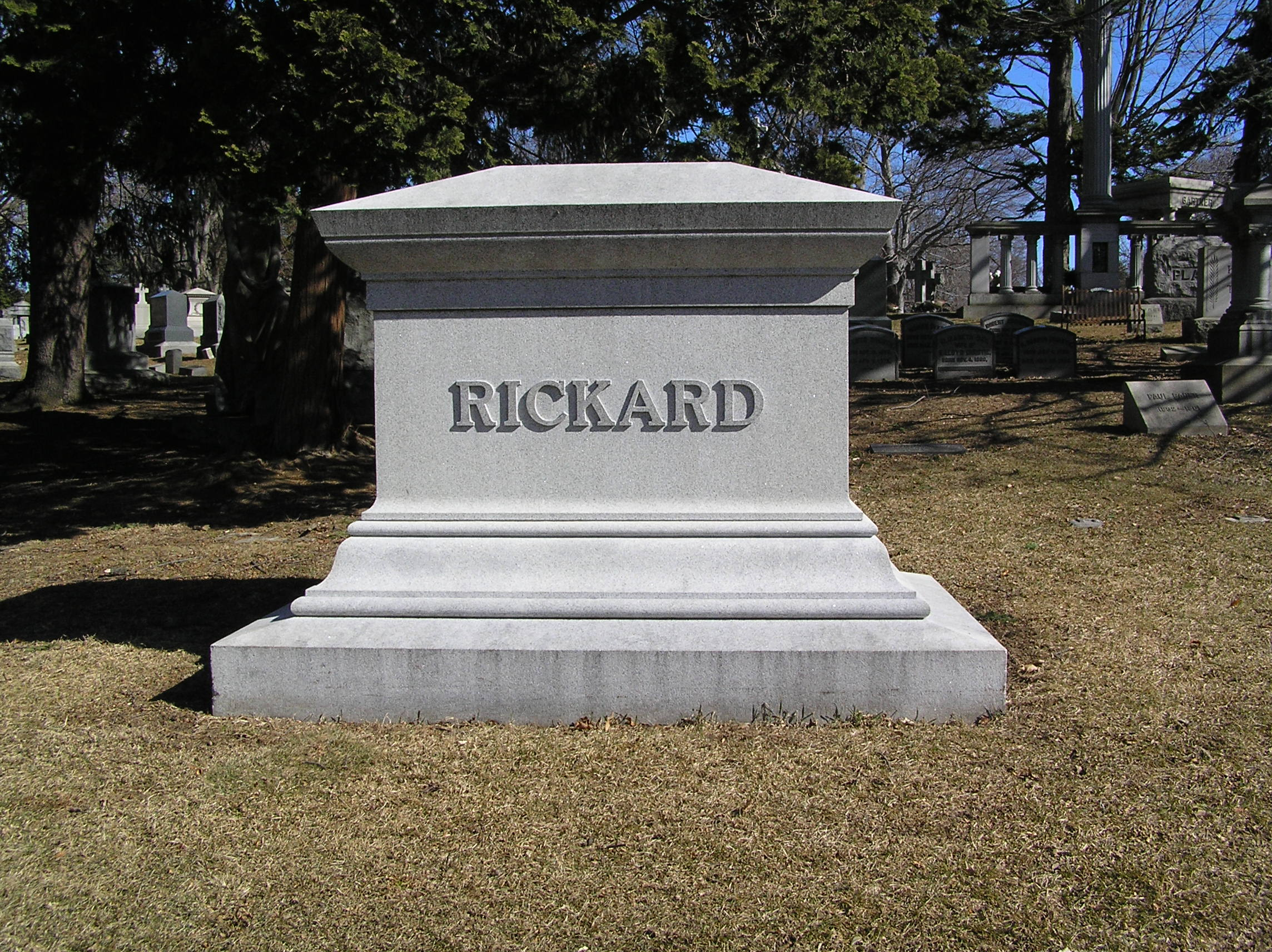
理查德在伍德劳恩公墓的墓碑

在1929年1月6日去世当天，59岁的理查德正在迈阿密海滩推广拳击运动。他死于阑尾切除术后的并发症。死后，理查德被葬在纽约布朗克斯伍德劳恩公墓。